# 핀인당
핀인당(영어: Finns Party), 원어명 참핀인(핀란드어: Perussuomalaiset, 스웨덴어: Sannfinländarna, 영어: True Finns)은 핀란드의 포퓰리즘, 내셔널리즘 정당이다. 당의 지도자는 유시 할라아호이다. 현재는 산나 마린이 집권하면서 야당이 되었다.

## 역사
이 정당은 유럽회의주의 정당으로 1995년 핀란드 지방당이 재정 문제로 해산된 다음에 라이모 비스타바크가에 의해 창당했다. 1999년에 최초로 1석을 획득했다. 2003년 핀란드 의회 선거에서 3석을 획득한데 이어 2007년에 5석을 획득했다. 한편 핀인당 대표인 티모 소이니는 2006년 대선에서 8명 중 5위에 그쳤으나 2009년 유럽 의회 선거에서 당선이 되었다. 2011년 핀란드 의회 선거에서 19.1%의 득표율을 기록했으며 핀란드 의회의 제3당이 되었고 2015년 총선에서 국민연합당을 제치고 38석을 거두어 제2당이 되었고 같은 해 중앙당, 국민연합당과 연정을 구성했다. 2017년부터 유시 할라아호 정당 대표로 당선되면서 연정에서 이탈과 동시에 야당이 되었고 티모 소이니를 비롯한 18명의 의원들이 탈당하면서 대안당을 창당했다가 같은 해 7월 개혁당으로 명칭이 확정되었다.
2015년까지만 해도 핀인당의 지지율은 중도성향의 중앙당에 이어 2위였으나, 2015년 10월경 지지율이 폭락해 현재 지지율 8.3%의 군소정당으로 추락한 상태이다.

## 역대 당 지도부
당주석
1. 라이모 비스트박카 (1995년-1997년)
2. 티모 소이니 (1997년-2017년)
3. 유시 할라아호 (2017년-2021년)
4. 릭카 푸라 (2021년- )

당서기
1. 티모 소이니 (1995–1997)
2. 롤프 소르모 (1997–1999)
3. 한누 푸르호 (1999–2007)
4. 옷시 산드빅 (2007–2013)
5. 릭카 슬룽가포우찰로 (2013–2019)[19]
6. 시모 그뢴로스 (2019–2021)
7. 아르토 룩카넨 (2021–)

## 역대 선거결과

### 핀란드 의회
| 년도   | 득표율  | %     | 의석     | +/– | 순위 |
| ------ | ------- | ----- | -------- | --- | ---- |
| 1999년 | 26,440  | 0.99  | 1 / 200  |     | 9위  |
| 2003년 | 43,816  | 1.57  | 3 / 200  | 2   | 8위  |
| 2007년 | 112,256 | 4.05  | 5 / 200  | 2   | 8위  |
| 2011년 | 560,075 | 19.05 | 39 / 200 | 34  | 3위  |
| 2015년 | 524,054 | 17.65 | 38 / 200 | 1   | 2위  |
| 2019년 | 538,805 | 17.5  | 39 / 200 | 1   | 2위  |

### 대선
| 연도   | 후보              | 1차 투표 | 1차 투표 | 순위 |
| 연도   | 후보              | 합계     | 득표율   | 비고 |
| ------ | ----------------- | -------- | -------- | ---- |
| 2000년 | 일카 하카레이토   | 31,405   | 1.03%    | 6위  |
| 2006년 | 티모 소이니       | 103,368  | 3.43%    | 5위  |
| 2012년 | 티모 소이니       | 287,571  | 9.40%    | 4위  |
| 2018년 | 라우라 후흐타사리 | 207,337  | 6.9%     | 3위  |

### 유럽 의회
| 년도   | 합계    | 득표율 | 의석   | +/–  | 순위 |
| ------ | ------- | ------ | ------ | ---- | ---- |
| 1996년 | 15,004  | 0.67%  | 0 / 16 |      |      |
| 1999년 | 9,854   | 0.79%  | 0 / 16 | 보합 |      |
| 2004년 | 8,900   | 0.54%  | 0 / 14 | 보합 |      |
| 2009년 | 162,930 | 9.79%  | 1 / 13 | 1    | 5위  |
| 2014년 | 222,457 | 12.87% | 2 / 13 | 1    | 3위  |
| 2019년 | 252,990 | 13.8%  | 2 / 13 | 보합 | 4위  |

### 지방 의회
| 년도   | 합계    | 득표율 | 의석          | +/– | 순위 |
| ------ | ------- | ------ | ------------- | --- | ---- |
| 1996년 | 21,999  | 0.93%  | 138 / 12,482  | 216 | 9위  |
| 2000년 | 14,712  | 0.66%  | 109 / 12,278  | 29  | 8위  |
| 2004년 | 21,417  | 0.90%  | 106 / 11,966  | 3   | 8위  |
| 2008년 | 137,497 | 5.39%  | 443 / 10,412  | 337 | 6위  |
| 2012년 | 307,797 | 12.34% | 1,195 / 9,674 | 752 | 4위  |
| 2017년 | 227,297 | 8.8%   | 770 / 8,999   | 425 | 4위  |

## 같이 보기
- 핀란드의 정치
- 핀란드의 정당
- 유시 할라아호
- 티모 소이니